# Лі Йон Пхьо
Лі Йон Пхьо (кор. 이영표, нар. 23 квітня 1977, Хончхон) — колишній південнокорейський футболіст, що грав на позиції захисника. Бронзовий призер Кубка Азії 2011 року у складі національної збірної Південної Кореї.

## Клубна кар'єра
Народився 23 квітня 1977 року в місті Хончхон. Займався футболом в столичному університеті Конкук.
У дорослому футболі дебютував 2000 року виступами за команду клубу «Аньян ЕлДжі Чітас», в якій провів три сезони, взявши участь у 77 матчах чемпіонату і став з командою чемпіоном Кореї та володарем національного кубка.

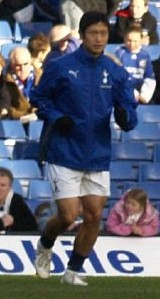
Лі Йон Пхьо під час виступів за «Тоттенгем Готспур». 12 січня 2008 року.

На початку 2003 року перейшов у нідерландський ПСВ, куди його запросив Гус Гіддінк, знайомий з можливостями захисника по спільній роботі у збірній. Відіграв за команду з Ейндговена наступні два з половиною роки своєї ігрової кар'єри. Більшість часу, проведеного у складі ПСВ, був основним гравцем захисту команди і виграв з ейндговенцями два чемпіонські титули, а також по одному кубку і суперкубку Нідерландів.
Влітку 2005 року уклав контракт з англійським «Тоттенгем Готспур», у складі якого провів наступні три роки своєї кар'єри гравця. Перший сезон 2005/06 вийшов неоднозначним як для корейця, так і для «Тоттенгема», який не зміг пробитися в Лігу чемпіонов. Після цього влітку 2006 року лондонський клуб пропонував Лі італійській «Ромі», яка намагалася купити його ще з ПСВ, але кореєць відмовився переїжджати до Італії, пославшись на причини особистого характеру. Протягом наступних сезонів 2006/07 і 2007/08 Лі досить часто виходив на поле, хоча часті травми, а також покупка декількох флангових захисників, серед яких Гарет Бейл і Алан Гаттон, значно ускладнили завдання застовпити за собою місце в основі, проте в останньому сезоні разом з командою виборов титул володаря Кубка англійської ліги.
У сезоні 2008/09 виступав за «Боруссію» (Дортмунд), проте закріпитись в команді не зумів і після цього відправився в саудівський «Аль-Гіляль».
Завершив професійну ігрову кар'єру у клубі «Ванкувер Вайткепс» з МЛС, за який виступав протягом 2012—2013 років.

## Виступи за збірну
1999 року дебютував в офіційних матчах у складі національної збірної Південної Кореї.
Наступного року у складі збірної був учасником розіграшу Золотого кубка КОНКАКАФ у США, кубка Азії у Лівані, на якому команда здобула бронзові нагороди, та Олімпійських ігор.
2001 року у складі збірної був учасником розіграшу Кубка конфедерацій 2001 року в Японії і Південній Кореї, а у наступному році зіграв на Золотому кубку КОНКАКАФ 2002 року у США та чемпіонаті світу 2002 року в Японії і Південній Кореї.
В подальшому був учасником кубка Азії з футболу 2004 року у Китаї, чемпіонату світу 2006 року у Німеччині, чемпіонату світу 2010 року у ПАР, а також кубка Азії з футболу 2011 року у Катарі, на якому команда здобула бронзові нагороди.
Протягом кар'єри у національній команді, яка тривала 13 років, провів у формі головної команди країни 127 матчів, забивши 5 голів.

## Титули і досягнення
- Чемпіон Південної Кореї (1): 2000

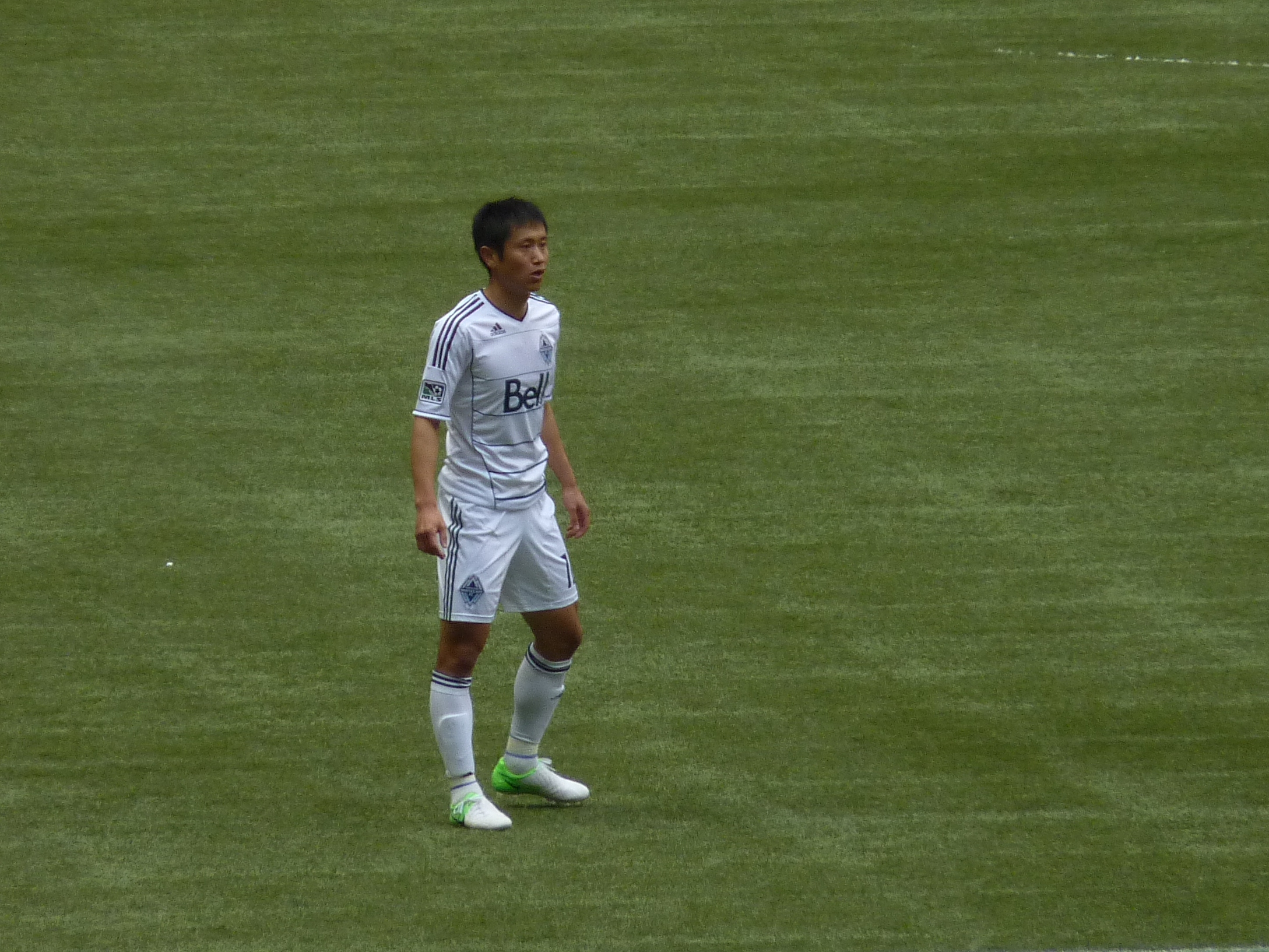
Лі Йон Пхьо під час виступів за «Ванкувер Вайткепс». 11 червня 2012 року.

- Бронзовий призер Азійських ігор: 2002
- Володар Суперкубка Південної Кореї (1): 2001
- Чемпіон Нідерландів (2): 2002–03, 2004–05
- Володар Кубка Нідерландів (1): 2004–05
- Володар Суперкубка Нідерландів (1): 2003
- Володар Кубка англійської ліги (1): 2007–08
- Чемпіон Саудівської Аравії (2): 2009–10, 2010–11
- Володар Кубка наслідного принца Саудівської Аравії (2): 2009–10, 2010–11
- Бронзовий призер Кубка Азії: 2000, 2011